# 米華相互防衛条約
米華相互防衛条約（べいかそうごぼうえいじょうやく、英語: Mutual Defense Treaty between the United States of America and the Republic of China、中国語: 中華民國美利堅合眾國共同防禦條約）は、1954年12月にアメリカ合衆国と台湾に移った中華民国の間で締結された軍事同盟。正式名称は「アメリカ合衆国と中華民国との間の相互防衛条約」。1955年3月に発効されたが、1980年1月に有効期限を迎えた。

## 概説
1945年9月に蔣介石率いる国民党政府は、日本の敗戦後に再開された国共内戦の敗北によって中国大陸を追われたが、台湾に政府機能を移転し、「大陸反攻」の機会をうかがっていた。国民政府は福建省や浙江省の島嶼拠点を失う一方、台湾及び福建省の金門島・馬祖島を確保し、大陸で共産党が建国した中華人民共和国との対立は膠着状態に陥った。
1937年7月に始まった日中戦争で、国民党政府への支持と多大な軍事援助を行っていたアメリカは国共内戦再開後は国民政府への援助を打ち切り、1946年12月18日にトルーマン大統領は「対中政策」を発表し、アメリカは「中国の内戦に巻き込まれることを避けつつ、中国国民が中国に平和と経済復興をもたらすのを援助する」だけであるとしてマーシャル将軍の召還と中国内戦からのアメリカの撤退を表明する。
1949年10月の中華人民共和国建国後も1950年1月5日にトルーマン政権は、共産党軍の追撃はあっても台湾に介入しないとする声明を発表していたが、朝鮮戦争開戦から2日後の同年6月27日からは台湾海峡の中立化を名目に第七艦隊を派遣し、冷戦下における共産主義の拡大を抑止するため、台湾を西側防衛圏に組み込むべく中華民国に対する支援を事実上再開することとなった。
1953年7月に朝鮮戦争、1954年8月に第一次インドシナ戦争が停戦を迎えたが、周辺事態が沈静化したことで中華人民共和国が軍事力を「台湾解放」へ注力する可能性が示唆され、台湾でも共産主義が連鎖的に浸透するドミノ理論の現実化が危惧されるようになった。同年にトルーマン前政権の対中政策に批判的なドワイト・アイゼンハワー政権によって米華相互防衛条約は締結された。米華相互防衛条約の適用範囲に無かった大陳島については、1955年2月に国民党軍と住民を撤退させる大陳島撤退作戦を第7艦隊の護衛の下で行った。
台湾が共産化した場合、中華人民共和国と中ソ友好同盟相互援助条約で同盟関係にあるソ連が太平洋へ進出可能となり、アリューシャン列島・日本・韓国・沖縄・フィリピン・東南アジアと続く対ソ連の封じ込め戦略が無力化される恐れがあるため、アメリカは台湾にその拠点を移した中華民国と軍事同盟関係を構築し、中華人民共和国に対抗することとした。
1971年10月にこの条約は中華人民共和国が国際連合の代表権を獲得し、中華民国が脱退するという国際政治環境の変化の中で次第に無力化していく。1972年2月のニクソン大統領の中国訪問、同年9月の日中国交正常化、1979年1月の米中国交樹立によってこの条約は無効化し、アメリカは台湾協防司令部と軍事顧問団を廃止して在台湾アメリカ軍を撤退させた。中華民国との国交断絶後は、1979年4月に事実上の同盟の継続となる「台湾関係法」を制定し、現在に至っている。